# Balticofulvius
Balticofulvius is een geslacht van wantsen uit de familie van de Miridae (Blindwantsen). Het geslacht werd voor het eerst wetenschappelijk beschreven door Herczek & Popov in 1997.

## Soorten
Het genus bevat de volgende soort:

- Balticofulvius kulicki Herczek & Popov, 1997